# Västmanlands flygflottilj

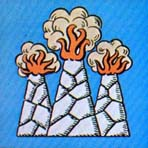
Flottiljens emblem.

Västmanlands flygflottilj eller F 1 Hässlö var en flygflottilj inom svenska flygvapnet som verkade i olika former åren 1929–1983. Förbandsledningen var förlagd i Västerås garnison vid Västerås flygplats.

## Historik
Genom 1925 års försvarsbeslut beslutade riksdagen att Flygvapnet skulle bildas som en självständig försvarsgren jämte Armén och Marinen. Totalt skulle fyra flygkårer och en flygskola sättas upp från och med den 1 juli 1926. Första flygkåren skulle förläggas till Uppsala, till Västerås skulle Andra flygkåren förläggas. Den 31 maj respektive 1 juni 1928 rev riksdagen upp det tidigare beslutet om vart flygkårerna skulle förläggas. Första flygkåren kom istället för Uppsala att förläggas till Västerås. Andra flygkåren kom att förläggas till Hägernäs öster om Stockholm. Första flygkåren sattes upp den 1 juli 1929, och flygkåren hade från början en mycket liten organisation som bestod av ett spanings- samt ett bomb- och jaktkompani. Något flygfält i Västerås stod dock inte färdigt vid denna tidpunkt. Flygkåren hade inte heller någon egen förläggning, utan övertog den gamla infanterikasernerna Viksäng, där Västmanlands regementes var förlagda fram till 1927. Flygkårens flygverksamhet bedrevs vid flygstationen vid Centrala Verkstaden Västerås (CVV). Först 1931 kunde flygverksamheten inledas vid Hässlö, vilket även blev året som landbaserade flygplan baserades i Västerås. Flygkåren blev då beväpnad med B 4 Hawker Hart. De många förseningarna i uppsättandet av flygkåren, innebar ett flertal förändringar för flygkåren. Bland annat påbörjades aldrig någon flygvapengemensam spaningsutbildning i Västerås, och spaningsverksamheten vid flygkåren upphörde helt 1934. Genom 1936 års försvarsbeslut beslutades att flygkåren skulle omorganiseras till en medeltung bombflottilj. Flygkåren fick med det namnet Västmanlands flygflottilj (F 1). Samtidigt som omorganisationen skedde, ändrades benämningen kompani till division. Genom samma försvarsbeslut hade det beslutats om en utökning med tre flottiljer. F 1 blev med det moderförband för uppsättning av F 4 (medeltung bombflottilj), F 7 (medeltung bombflottilj) och F 8 (jaktflottilj) och 1944 F 14 (lätt bombflygflottilj). De tre flygdivisionerna beväpnades som enda divisioner inom Flygvapnet med B 3 Junkers. Under krigsåren var F 1 uppdelad på fredsflottiljen F 1 Depå, underställd Chefen för Flygvapnet. Och krigsförbandet F 1 - underställd chefen Första flygeskadern (E 1).
Officiellt bildades dock Västmanlands flygflottilj (F 1) 1936, och flyttades formellt till Hässlö hösten 1944. I samband med detta påbörjades en stor byggnation på Hässlö med bansystem och flygledartorn. Tornet är förmodligen det äldsta i Sverige varifrån flygtrafikledning ännu bedrivs.
Åren 1944–1949 fanns vid flottiljen flygplanstypen B 18 i A-version, och från 1946 som B-version. Efter kriget och försvarsbeslutet 1948 beslutades att flottiljen skulle omorganiseras till nattjaktflottilj. Flottiljen överfördes till Tredje flygeskadern (E 3), och blev Sveriges första och enda nattjaktflottilj. Flottiljens B 3:or överfördes till F 3 och beväpnade fjärde fjärrspaningsdivisionen, vilken omfördelades till F 11 i Nyköping. De B 3 Junkers som hade varit baserade i Västerås, ersattes med sextio inköpta individer av J 30 Mosquito, vilka samtliga baserades i Västerås. I samband med omorganisationen infördes 1949 nya divisionsemblem på samtliga divisioner. Divisionsemblemen kom att symbolisera divisionernas roll som nattjaktsdivisioner. Från och med 1952 fasades J 30 och en omskolning till J 33 Venom började. J 33 Venom togs i bruk 1953, och flottiljen tog med det steget in i jetåldern. 
År 1957 avvecklades samtliga flygbasområden, och ersattes av elva luftförsvarssektorer. För F 1:s del medförde det att man 1956 började överta ansvaret från Fo 51 i Örebro, för luftbevakningen över västra Mellansverige. F 1 fick med det ett huvudansvar för luftförsvarssektor W5 med tillhörande luftförsvarscentral LFC Måsen i Örebro. Med sektoransvaret blev flottiljen en så kallad sektorflottilj. En benämning som påvisade att en flottilj hade ett huvudansvar för en luftförsvarssektor.
År 1958 gick nattjakten i graven, och istället introducerades 1959 allvädersjakten i form av Saab-konstruktionen J 32B Lansen. Åren 1955–1973 fanns även Tp 83 Pembroke baserad i Västerås, ett transportflygplan, som inledningsvis även användes för navigatörsutbildning. J 32 ersattes 1966 av ytterligare en av Saab-konstruktion, J 35F Draken. J 35 var aktiv vid F 1 fram till nedläggningen.
I januari 1971 fick Försvarets fredsorganisationsutredning (FFU) i uppdrag att utreda hur Flygvapnets fredsorganisation skulle se ut från mitten av 1980-talet, och samtidigt anpassas till krigsorganisationens utveckling. I uppdraget ingick även att två flottiljadministrationer skulle avvecklas. FFU presenterade sitt arbete år 1973, och bland de flottiljer som FFU vägde mot varandra fanns Västmanlands flygflottilj. Regionalpolitiskt var en avveckling av F 1 att föredra framför att avveckla F 12 eller F 17. Dessa var de tre flottiljer som vägdes direkt mot varandra. Övriga flottiljer som FFU hade utvärderat var F 10, F 11, F 13 och F 16. Samtidigt menade FFU att det ansvar, bland annat luftförsvarssektor O5, som flottiljen skulle tillföras 1973 genom tidigare förbandsavvecklingar, var av en så avgörande tyngd att de vägde tyngre än de regionalpolitiska skälen. I regeringens proposition 1975:75 föreslogs för riksdagen 1975 en avveckling av Södermanlands flygflottilj (F 11) och Kalmar flygflottilj (F 12).
I samband med att riksdagen beslutade om att Svea flygkår (F 8) skulle avvecklas 1974, beslutades samtidigt att delar ur förbandet successivt skulle överföras till F 1. Den 1 juli 1973 övertogs sektoransvaret för luftförsvarssektor O5 med tillhörande strilbataljon. Med det antog flottiljen från den 1 januari 1974 det nya namnet Västmanlands flygflottilj och luftförsvarssektor 05. F 8 avvecklades i sin helhet den 30 juni 1974, och den 1 juli 1974 övertog F 1 en baspluton samt förvaltningsansvaret över Barkarby flygbas.
Hotet om en avveckling av flottiljen kom åter upp igen 1978 i regeringens proposition 1978/79:96, där regeringen ville att ytterligare en flottiljadministration skulle avvecklas. I FFU:s utredning kom F 1 vägas mot en avveckling av F 10 i Ängelholm, F 16 i Uppsala och F 17 i Ronneby. FFU vägde militära faktorer mot i huvudsak regionalpolitiska förhållanden. Slutsatsen FFU kom fram till var att de operativa och ekonomiska faktorerna pekade på en avveckling av F 1. Utredningen uttalade dock att beslutet att lägga ner F 1 "medför en allvarlig effektförlust i operativt avseende och en minskad handlingsfrihet för flygvapnets krigsförband".
Riksdagen beslutade den 26 april 1979 i enlighet med propositionen att Västmanlands flygflottilj skulle avvecklas senast den 30 juni 1983, till förmån för ett bibehålla F 10 i Ängelholm, F 16 i Uppsala och F 17 i Ronneby. En stor del av flottiljens verksamhet överfördes till Upplands flygflottilj. Den 1 juli 1981 övertogs Sektoransvaret med tillhörande Strilenheter och etablissemanget i Barkarby av F 16. Den 1 juli 1982 övertogs förvaltningsansvaret över Eskilstuna flygbas med reservbas av F 13.
Den 30 juni 1983 halades fanan framför kanslihuset en sista gång. Innan dess hade Flygvapenchefen Sven-Olof Olson förklarat "Härmed förklarar jag Kungl. Västmanlands flygflottilj för nedlagd". Överste Börje Björkholm överlämnade sedan flottiljens fana till Flygvapenchefen, som i sin tur överlämnade fanan till Chefen F 16 överste Karl-Erik Fernander. F 16 övertog samtidigt förvaltningsansvaret över den fortsatta militära verksamheten vid krigsbasen Hässlö.

### Viktigare årtal
- 1929: Första flygkåren sätts upp den 1 juli 1929.
- 1936: Västmanlands flygflottilj bildas.
- 1939: Flottiljen ingår i Första flygeskadern (E 1).
- 1941: Flottiljens B 3:or beväpnade fjärde fjärrspaningsdivision vid F 3, vilken omfördelades till F 11.
- 1949: Flottiljen omorganiseras till nattjakt
- 1956: Flottiljen överta ansvaret för luftbevakningen över västra Mellansverige.
- 1959: Flottiljen omorganiseras till allvädersjakt.
- 1967: Flygplatsen öppnas även för civiltrafik.
- 1971: Sektor W5 slås samman med sektor O5.
- 1973: Flottiljen övertar ansvaret av sektorledningen luftförsvarssektor O5.
- 1974: Flottiljen övertar förvaltningsansvaret över Barkarby flygbas.
- 1976: 1. divisionen, Adam Röd, upplöstes den 30 juni.
- 1977: Flottiljen omorganiseras den 1 januari till sektorflottilj.
- 1979: Riksdagen beslutar om att avveckla flottiljen.
- 1981: Sektoransvaret med Strilenheter överförs till den 1 juli till F 16.
- 1981: 3. divisionen, Adam Gul, ombaseras den 31 augusti till Tullinge.
- 1981: Förvaltningsansvaret över Barkarby flygbas övertas av F 16.
- 1982: Eskilstuna flygbas övertas den 1 juli av F 13.
- 1982: Den 22 december genomförde den sista officiella flygningen med J 35 Draken vid F 1.
- 1982: 2. divisionen, Adam Blå, upplöstes den 31 december.
- 1982: 3. divisionen, Adam Gul, överförs den 31 december till F 16.
- 1983: Flottiljen avvecklas den 30 juni.
- 1983: F 16 övertar förvaltningsansvaret

## Ingående enheter

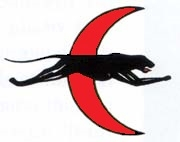
Petter Röd.

| Beteckning | Namn                   | Aktiv     | Anmärkning               |
| ---------- | ---------------------- | --------- | ------------------------ |
| Adam Röd   | 11. jaktflygdivisionen | 1936–1976 | Upplöst 1976             |
| Adam Blå   | 12. jaktflygdivisionen | 1936–1982 | Upplöst 1982             |
| Adam Gul   | 13. jaktflygdivisionen | 1943–1982 | Överförs 1983 till F 16. |
| O5         | Luftförsvarssektor O5  | 1973–1981 | Överförd 1981 till F 16  |
| W5         | Luftförsvarssektor W5  | 1957–1971 | Uppgick 1971 i Sektor O5 |

### 11.jaktflygdivisionen
11. jaktflygdivisionen eller Adam Röd var 1. divisionen vid flottiljen och bildades 1936 som en lätt bombflygdivision. År 1949 omskolades divisionen till jaktflygdivision. Från slutet av 1960-talet präglades Flygvapnet av ekonomiska besparingar, bakgrunden var Viggenprojektet. Vilket fick CFV Lage Thunberg att 1967 vakantsätta åtta flygdivisioner inom Flygvapnet. De ekonomiska besparingarna inom Flygvapnet fortsatte dock under hela 1970-talet. Vilket ledde till att Adam Röd, upplöstes den 30 juni 1976. Tre år senare, det vill säga 1979, beslutade riksdagen den 26 april att F 1 skulle avvecklas senast den 30 juni 1983.

### 12.jaktflygdivisionen
12. jaktflygdivisionen eller Adam Blå var 2. divisionen vid flottiljen och bildades 1936 som en lätt bombflygdivision. År 1949 omskolades divisionen till jaktflygdivision. Efter att Adam Röd upplöstes den 30 juni 1976 var Adam Blå tillsammans med Adam Gul de två kvarvarande divisionerna vid F 1. Från den 1 september 1981 var divisionen den enda kvarvarande vid Hässlöbasen. Den 22 december 1982 gjorde Adam Blå den sista officiella flygningen med J 35 Draken vid F 1 i Västerås. Divisionen upplöstes sedan den 31 december 1982. Den reducering av jaktdivisioner inom Flygvapnet, som upplösningen av Adam Blå resulterade i. Kompenserades genom att den tidigare lätta attackdivisionen vid Norrbottens flygflottilj (F 21), Urban Gul, omorganiserades 1983 till 213. jaktflygdivisionen, beväpnad med JA 37 Viggen.

### 13.jaktflygdivisionen
13. jaktflygdivisionen eller Adam Gul var 3. divisionen vid flottiljen och bildades 1936 som en lätt bombflygdivision. År 1949 omskolades divisionen till jaktflygdivision. I samband med att riksdagen beslutade att F 1 skulle avvecklas, väcktes en kampanj vid Adam Gul om att bibehålla divisionen, och istället basera divisionen till Tullinge flygbas, som tillsammans med Malmby flygbas var divisionens krigsbaser. Efter en massiv kampanj där divisionen under åren 1980–1981 spred ett olika upprop, som till exempel "Visste du...att det fanns 12 jaktdivisioner i Mellansverige 1971? att om inget görs finns bara tre kvar 1983". Divisionens kampanj fick stöd inom försvarsstaben, Östra- och Södra milostaberna samt hos ÖB. Vilket senare resulterade i att divisionen och tredje kompaniet lämnade Hässlö den 31 augusti 1981. Från den 1 september 1981 verkade divisionen från Tullinge, där antog divisionen det inofficiella tilläggsnamnet Kungliga Hufvudstadsjakten. Fenorna på flygplanen pryddes med Södermanlands landskapsvapen.
Åren 1981–1982 lydde divisionen formellt under F 1. Den 1 januari 1983 överfördes divisionen till F 16, och blev där 161. jaktflygdivisionen (Petter Röd). Divisionen bibehöll sin basering i Tullinge, och verkade därifrån till att divisionen avvecklades den 30 juni 1985. Detta efter att den 1982 års nytillträdda regeringen väckte frågan i samband med sin budgetpreposition om en snabb avveckling. Under avslutningsceremonin den 27 juni 1985 gjordes en formationsflygning som avsked med flygrutten Tullinge – Stockholms slott – Ärna – Stockholm – Tullinge.

### Sektorsansvar
År 1957 avvecklades samtliga flygbasområden och ersattes av elva stycken luftförsvarssektorer. För F 1:s del medförde det att man 1956 började överta ansvaret för luftbevakningen över västra Mellansverige, vilket tidigare innehafts av Fo 51 i Örebro. F 1 fick med det ett huvudansvar för luftförsvarssektor W5 med tillhörande luftförsvarscentral LFC Måsen i Örebro. Sektor W5 motsvarade i stort sett Dalarnas-, Värmlands- och Örebro län. Det vill säga de tre försvarsområdena som bildade Bergslagens militärområde. Geografiskt låg dock flottiljen inom sektor O5, och lydde under Östra militärområdet. Med sektoransvaret blev flottiljen en så kallad sektorflottilj. En benämning som påvisade att en flottilj hade ett huvudansvar för en luftförsvarssektor. År 1971 reducerades antalet luftförsvarssektorer till sju. Där bland annat sektor W5 uppgick i sektor O5, vilken Svea flygflottilj ansvarade över. Sektor W5 omorganiserades och en luftförsvarsundercentral (lfuc) till sektor O5.
Samtidigt som F 1 blev av sektoransvaret, beslutade riksdagen om att F 8 skulle avvecklas i sin helhet senast den 30 juni 1974. Med det övertog F 1 från den 1 juli 1973 sektoransvaret för luftförsvarssektor O5 med tillhörande strilbataljon och luftförsvarscentralen LFC Puman i Bålsta. Den 1 januari 1977 omorganiserades flottiljen till en sektorflottilj. Flottiljen antog med det ett tilläggsnamn, det nya namnet blev Västmanlands flygflottilj och luftförsvarssektor 05. När sedan riksdagen beslutade om en avveckling av F 1, beslutades att sektoransvaret skulle överföras till Upplands flygflottilj (F 16). År 1981 reducerades antalet luftförsvarssektorer till fyra, där sektor O5 tillsammans med sektor O1 bildade den 1 juli 1981 Sektor Mitt, och leddes av F 16.

## Förläggningar och övningsplatser

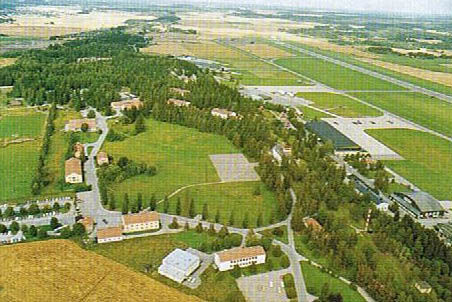
Vy mot norr över F 1 och flygfältet.

Flottiljens ursprungliga flygbas och fredsgruppering var i Hässlö. Fältet med tre hangarer i Hässlö togs i bruk i mitten av 1931, mätte till 500x500 meter. År 1937 började de tre hangarerna ersättas. I augusti 1938 togs den första hangaren i bruk, vilken var konstruerad av så kallad Törebodakonstruktion, och mätte 55 meter i takhöjd och hade en golvyta på 110x40 meter. Hangaren förolyckades dock i en brand 1959. Efter att den första hangaren stod färdig, påbörjades en lika stor hangar i södra delen av fältet, och senare en i norra delen. Den i norra delen togs i anspråk av Centrala Verkstaden Västerås. Under samma tidsperiod utökades flygfältet till 1000x1000 meter. Åren 1943–1946 anlades själva flottiljområdet på Badelundsåsen, väster om flygfältet. När sedan flottiljen omorganiserades till nattjakt, anlades en permanent rullbana på 2000 meter i riktning 01/19. Åren 1954–1955 förlängdes den till 2500 meter. I november 1961 beslutade regeringen att flottiljflygplatser även fick användas för civiltrafik. Med det kom frågan upp om att flytta flygtrafiken från Johannisbergs flygfält. Hösten 1967 erbjöds kommunen att på prov nyttja Hässlö för civilt flyg. Platsen som togs i anspråk var där den nedbrunna hangaren stått. I november 1968 slöts Västerås ett avtal med Flygvapnet om att nyttja flygplatsen även civilt. En permanent flygstation uppfördes vid nordvästra delen av fältet, vilken invigdes den 23 oktober 1969. Hässlö hade en andra bana i riktning 04/22, vilken var ett grässtråk. Landning gjorde på en asfalterad yta som korsar södra änden av bana 01/19 som en blindtarm. vilken har en kort asfaltsträcka. Efter att flottiljen avvecklades, såldes marken och bana 04/22 upphörde.

## Heraldik och traditioner

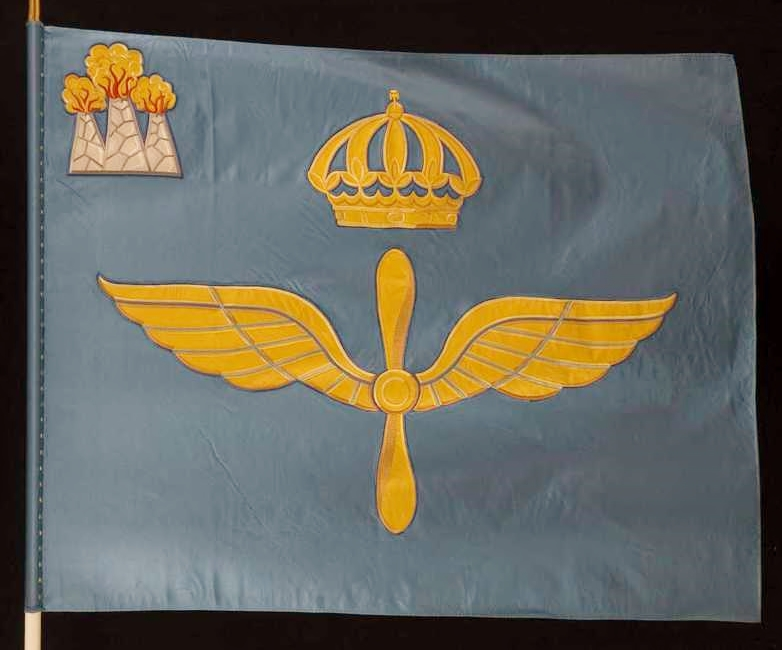
Flottiljens fana

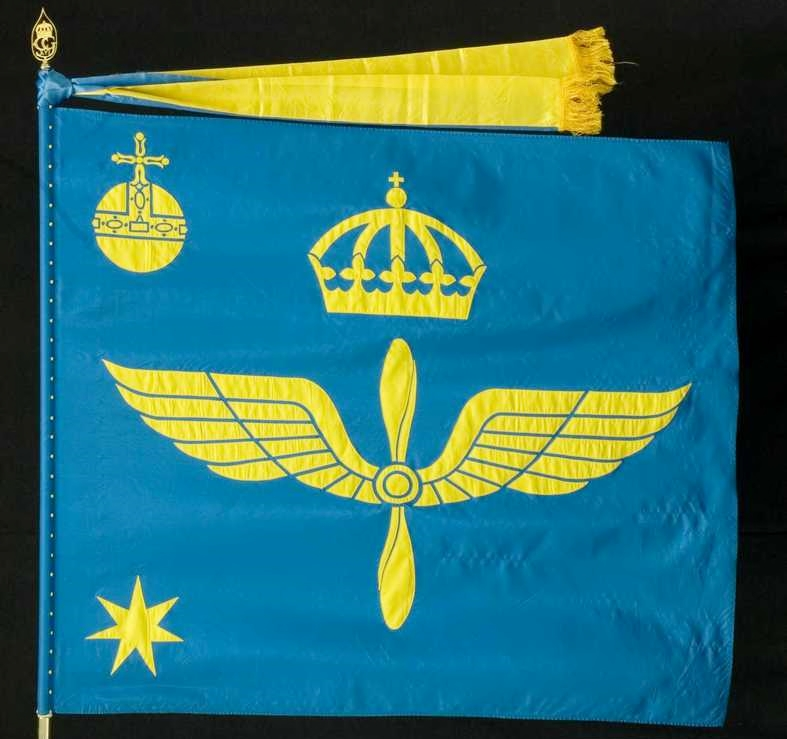
F 16:s och LSS fana med sjuuddig gul stjärna för att påvisa traditionsarvet från sju nedlagda flottiljer, bland annat F 1 och F 8.

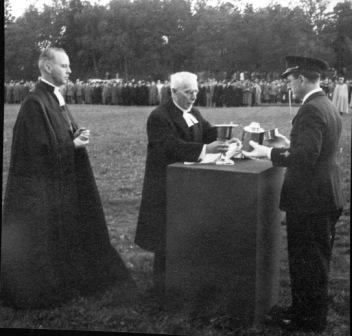
Hugo Berggren (mitten) överlämnar nattvardskärlen till F 1:s regementspastor Simon Forshem (höger) 1943. Till vänster biskop John Cullberg.

Fast flottiljen bildades i juli 1929 mottog inte flottiljen någon fana förrän den 16 juni 1938. Då Kung Gustaf V på sin 80-årsdag överlämnade flottiljens fana vid en ceremoni på Gärdet i östra Stockholm. När sedan Svea flygkår (F 8) avvecklades den 30 juni 1974, överlämnades dess fana till F 1. När F 1 avvecklades den 30 juni 1983, överlämnades flottiljens fana till chefen F 16. Som sedan detta datum fram till år 2003 förde minnet och traditionerna vidare för både F 1 och F 8. Efter avvecklingen av F 16 överlämnades F 1:s fana till Armémuseum. Sedan 2005 förs minnet av F 1 vidare av Luftstridsskolan (LSS).
Som en del i det traditionsarv som flottiljen ärvde från Västmanlands regemente (I 18), överlämnades Karl XI:s nattvardskärl till flottiljen 1943. Efter att nattvardskärlet återförts till Sverige, stod det placerat på ett flertal olika ställen. Den 2 december 1916 fick kärlet en permanent placering i en monter i Västmanlands regementes honnörssal. Efter att regementet avvecklades den 31 december 1927, överlämnades kärlet till Artillerimuseum. I december 1928 återfördes kärlet till Västerås, då det placerades i Västerås domkyrka. Den 11 december 1942 beslutade regeringen att flottiljen skulle få föra regementets minne och traditioner. Kärlet kom då att överföras år 1943 från domkyrkan till flottiljen. Som ett vidare av från regementet överlämnade chefen Krigshögskolan Richard Åkerman, den 26 september 1943, Västmanlands regementes fana till flottiljen, som kom att föra den som traditionsfana. Efter att flottiljen avvecklades, överlämnades kärlet till Västmanlands läns museum. Sedan år 2005 finns kärlet i Armémuseumets basutställning.
År 1943 antog Västmanlands flygflottilj "Prinz Friedrich Carl-Marsch" (Bilse), eller "Kungl. Västmanlands regementes och flygflottiljs marsch" som den även kallas för, som förbandsmarschen. Marschen var ett arv från Västmanlands regemente och kom att användas åren 1993–1997 av Västmanlands regemente, åren 1998–2004 av Västmanlandsgruppen.

### Gate guards
Västmanlands flygflottilj har en så kallade gate guardian. År 1997 placerades en J 35F-2 Draken (35583) som gate guard vid flottiljen. Flygplanet skänktes av Flygvapnet till flottiljens kamratförening och placerades som gate guardian på sin nuvarande plats den 1 september 1997 och invigdes den 11 september 1997. Flygplanet blev levererat 1969 till Skånska flygflottiljen och fick inledningsvis märkningen 10-03, men överfördes senare till Västmanlands flygflottilj och fick då märkningen 1-44. Den 21 september 1979 kasserades flygplanet och stod sedan magasinerat fram till att det skänktes till Västmanlands flygflottiljs kamratförening.

## Materiel vid förbandet
| Huvudtyper - 1930–1935: S 5A Heinkel - 1932–1938: J 6 Jaktfalken - 1931–1938: J 7 Bristol Bulldog MK IIA - 1937–1945: B 3 Junkers Ju 86 - 1935–1938: B 4 Hawker Hart - 1944–1946: B 18A - 1946–1949: B 18B - 1948–1953: J 30 Mosquito MK 19 - 1953–1960: J 33 Venom MK 51 - 1959–1967: J 32B Lansen - 1966–1983: J 35F Draken | Transportflygplan - 1945–1958: Tp 9 Junkers - 1954–1973: Tp 83 Pembroke | Helikoptrar - 1964–1983: Hkp 3B |

## Förbandschefer
Kår-, flottilj- och sektorflottiljchefer

Åren 1929–1936 titulerades förbandschefen för "Kårchef" och hade tjänstegraden major. När flottiljorganisation infördes 1936, titulerades chefen "flottiljchef", och hade tjänstegraden överstelöjtnant. I slutet av 1940-talet fick flottiljchefen tjänstegraden överste. Åren 1975–1981 hade flottiljchefen titeln "sektorflottiljchef". Sektorflottiljchefen hade tjänstegraden överste av 1:a graden. Åren 1981–1983 titulerades chefen återigen "flottiljchef", och hade tjänstegraden överste.

- 1929–1934: Harald Enell
- 1934–1937: Egmont Tornberg
- 1937–1938: Gustaf Ström
- 1939–1942: Axel Ljungdahl
- 1942–1945: Gustaf Adolf Westring
- 1945–1950: Arthur Falk
- 1950–1954: Ingvar Berg
- 1954–1959: Gösta Odqvist
- 1959–1964: Henrik Nordström
- 1964–1966: Rolf Svartengren
- 1966–1968: Nils Palmgren
- 1968–1975: Tore Persson
- 1975–1980: Stig Bruse
- 1980–1983: Börje Björkholm

Ställföreträdande sektorflottiljchefer och tillika flottiljchefer 

För att avlasta sektorflottiljchefen tillfördes 1975 en ställföreträdande sektorflottiljchef. Dennes uppgift var att leda förbandsproduktionen, en uppgift i stort lika med den gamle flottiljchefens. Därav titulerades även han som "flottiljchef". Den ställföreträdande sektorflottiljchefen hade tjänstegraden överste. Den 30 juni 1981 utgick befattningen ställföreträdande sektorflottiljchef.

- 1975–1979: Börje Björkholm
- 1980–1981: Knut Osmund

## Namn, beteckning och förläggningsort
| Första flygkåren                                    | 1929-07-01 | – | 1936-06-30 |
| Kungl. Västmanlands flygflottilj                    | 1936-07-01 | – | 1974-12-31 |
| Västmanlands flygflottilj                           | 1975-01-01 | – | 1976-12-31 |
| Västmanlands flygflottilj och luftförsvarssektor O5 | 1977-01-01 | – | 1981-06-30 |
| Västmanlands flygflottilj                           | 1981-07-01 | – | 1983-06-30 |

| F 1       | 1929-07-01 | – | 1976-12-31 |
| F 1/Se O5 | 1977-01-01 | – | 1981-06-30 |
| F 1       | 1981-07-01 | – | 1983-06-30 |

| Viksäng (F)            | 1929-07-01 | – | 1944-07-31 |
| Västerås flygplats (F) | 1944-08-01 | – | 1983-06-30 |
| Örebro garnison (D)    | 1957-10-01 | – | 1975-??-?? |
| Köping (D)             | 19??-??-?? | – | 19??-??-?? |
| Tullinge flygplats (D) | 1981-09-01 | – | 1982-12-31 |
| Barkarby flygplats (B) | 1974-07-01 | – | 1981-06-30 |
| Malmby flygbas (B)     | 1974-07-01 | – | 1982-06-30 |
| Heby flygbas (B)       | 1974-07-01 | – | 1982-06-30 |
| Eskilstuna flygbas (B) | 1976-??-?? | – | 1982-06-30 |

## Galleri

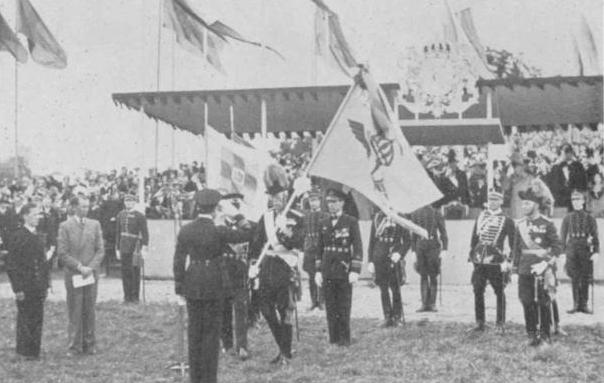
Fanöverlämning den 16 juni 1938.
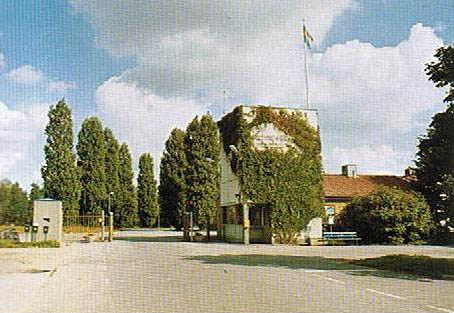
Flottiljvakten (1979) vid före detta F 1.
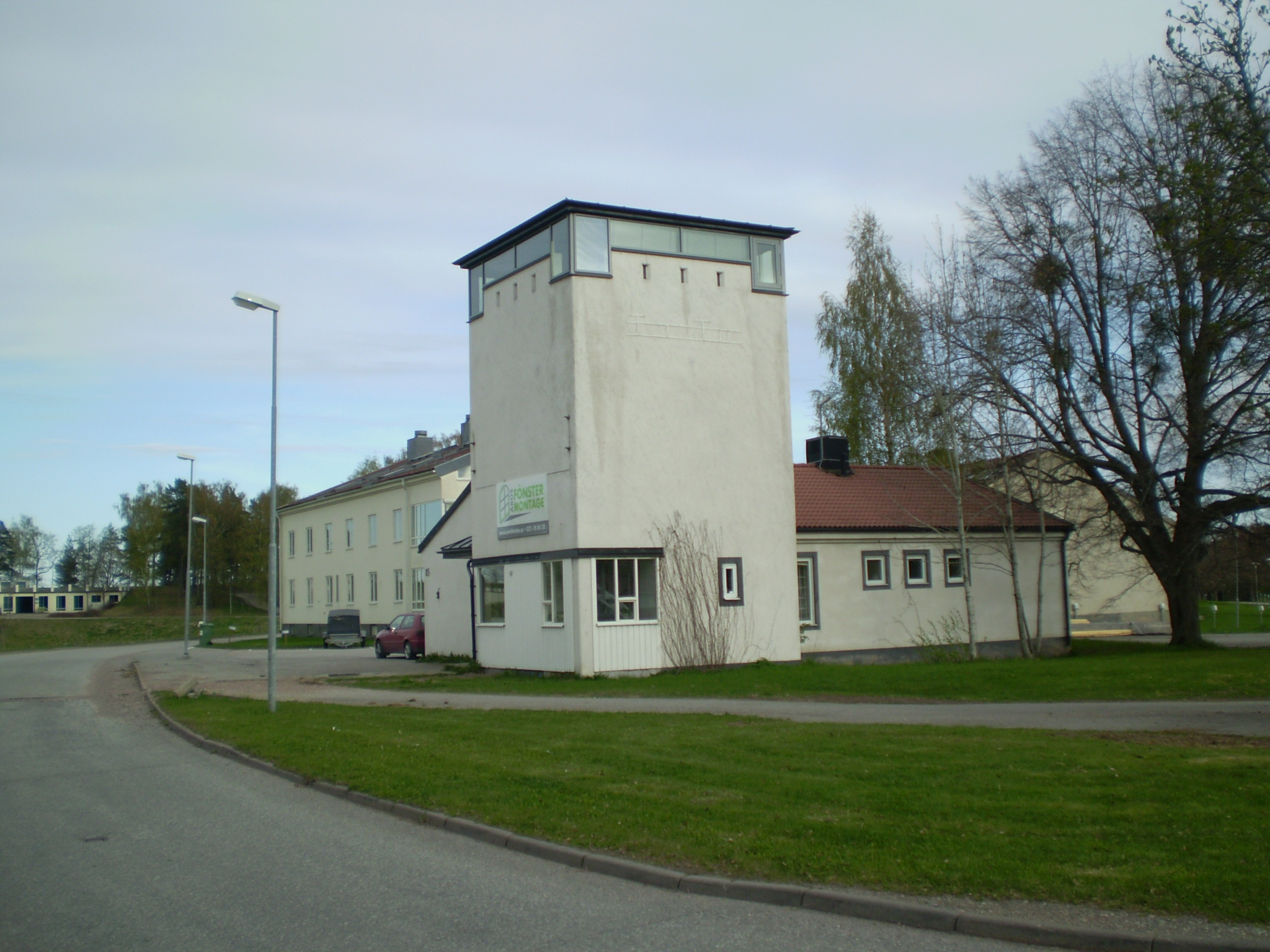
Flottiljvakten (2010) vid före detta F 1.
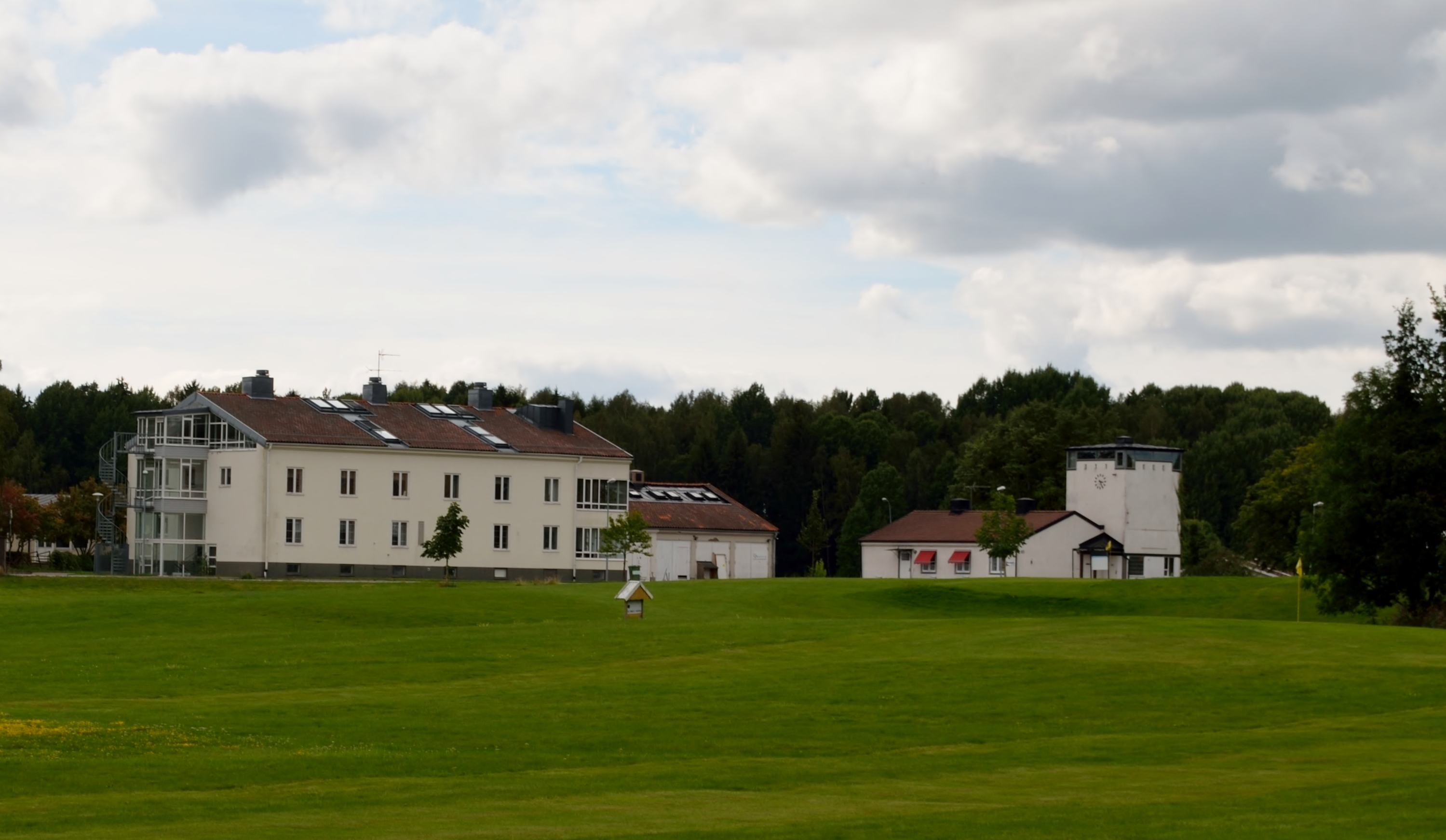
Vy över flottiljvakten.
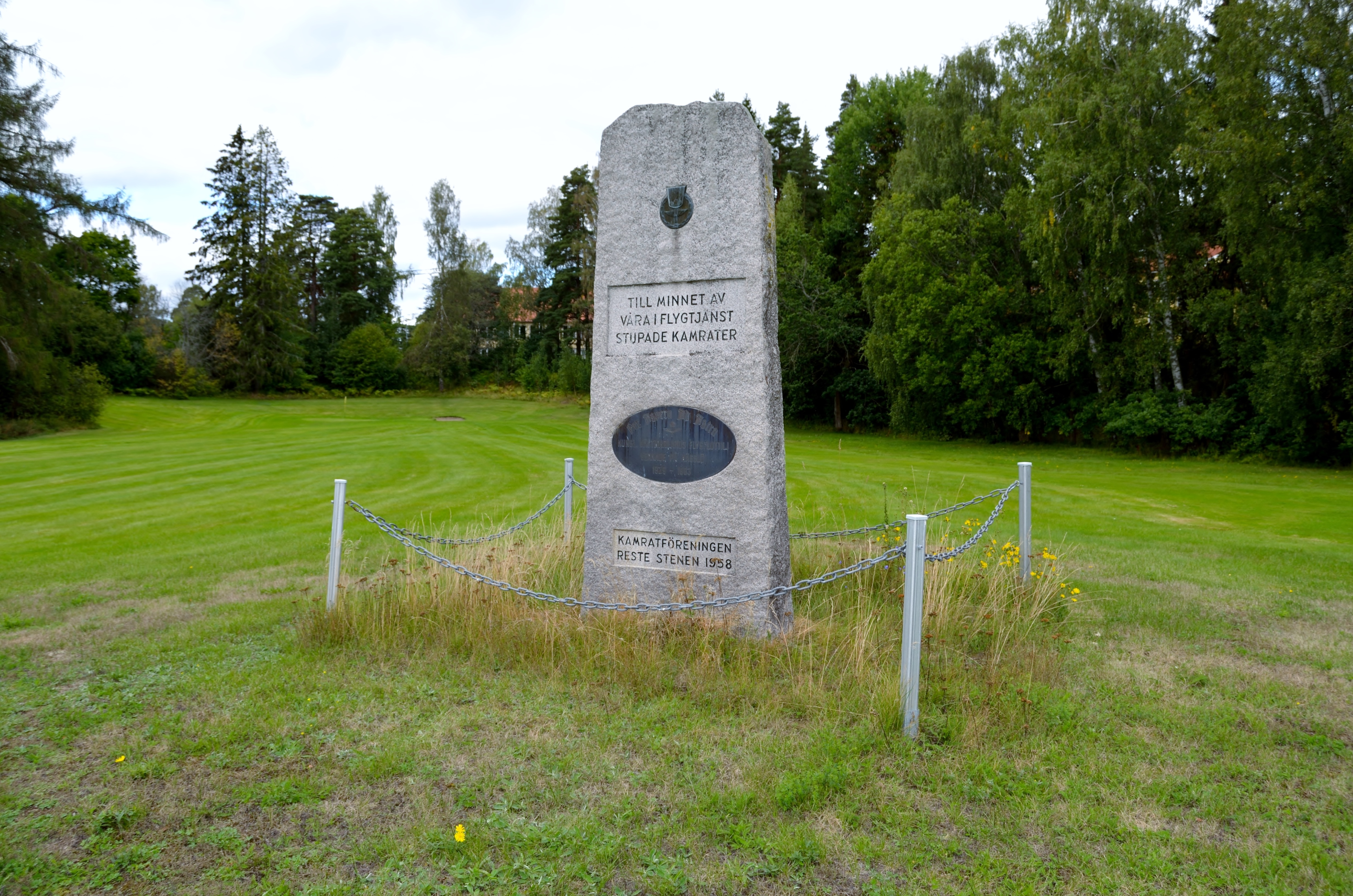
Minnessten över flygflottiljen, placerad på del av Hässlö Golfklubb.
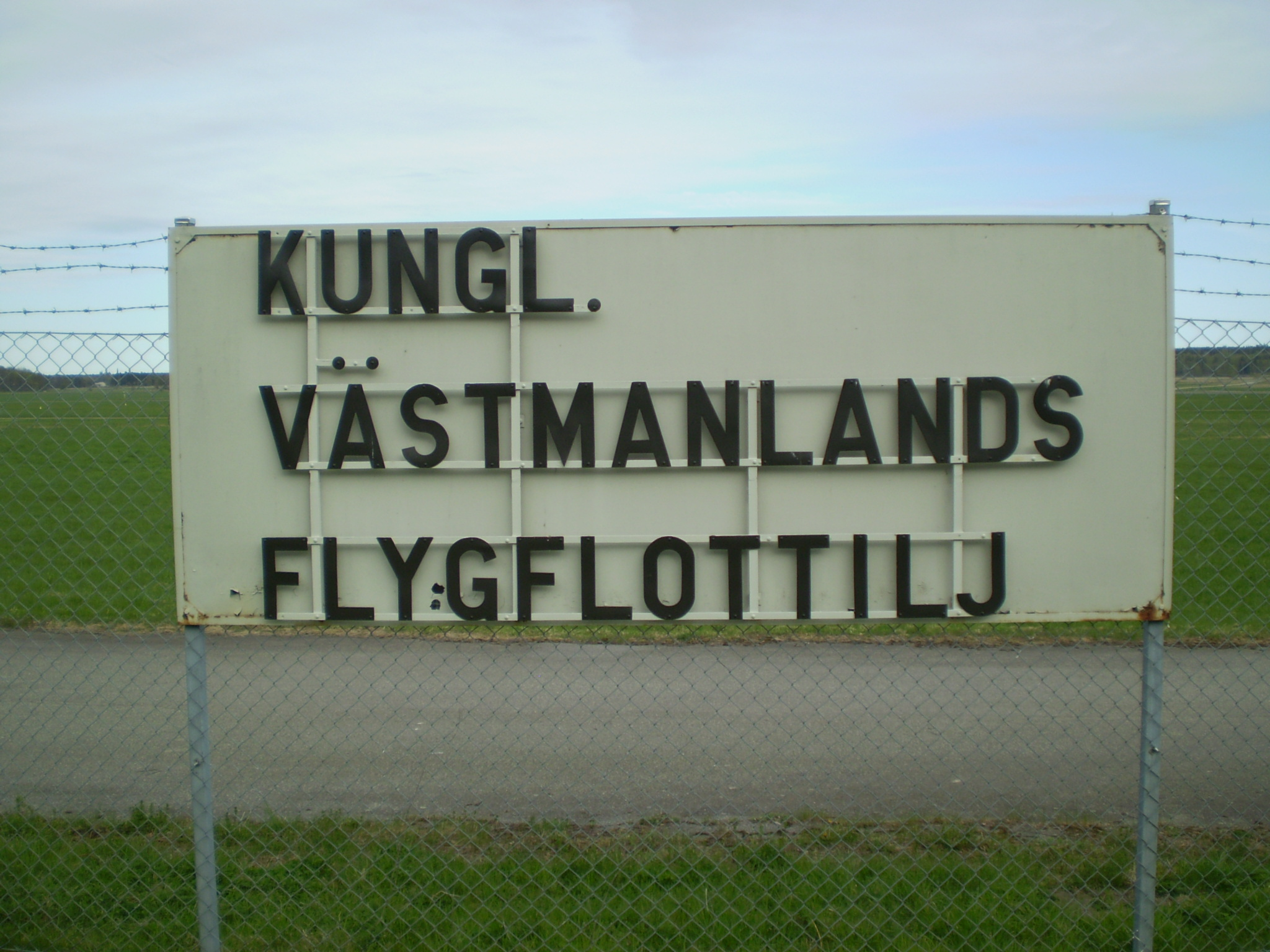
Flottiljens namn, vilket tidigare satt på vaktkasernen.
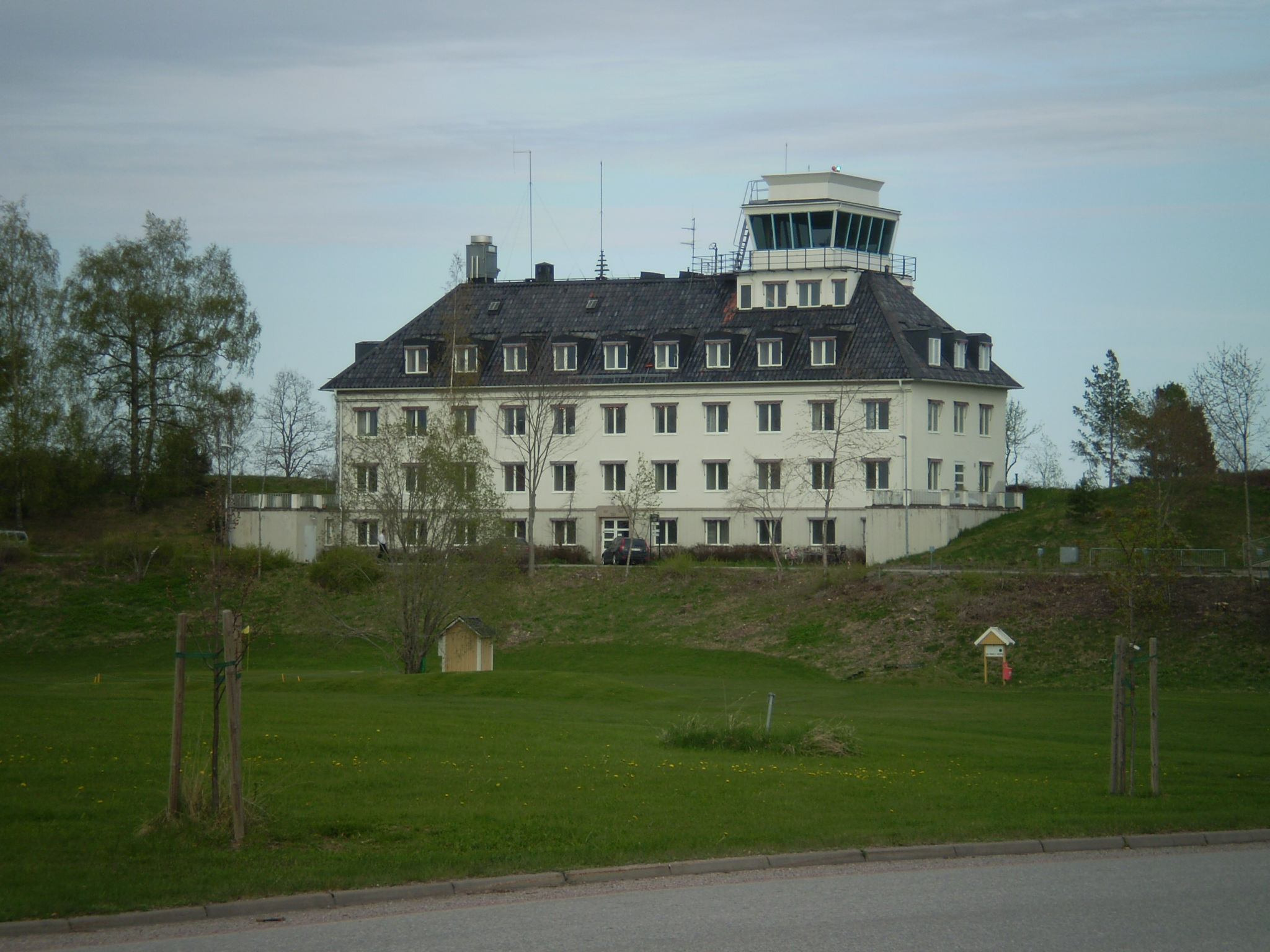
Kanslihus och trafikledartornet (2010) vid före detta F 1.
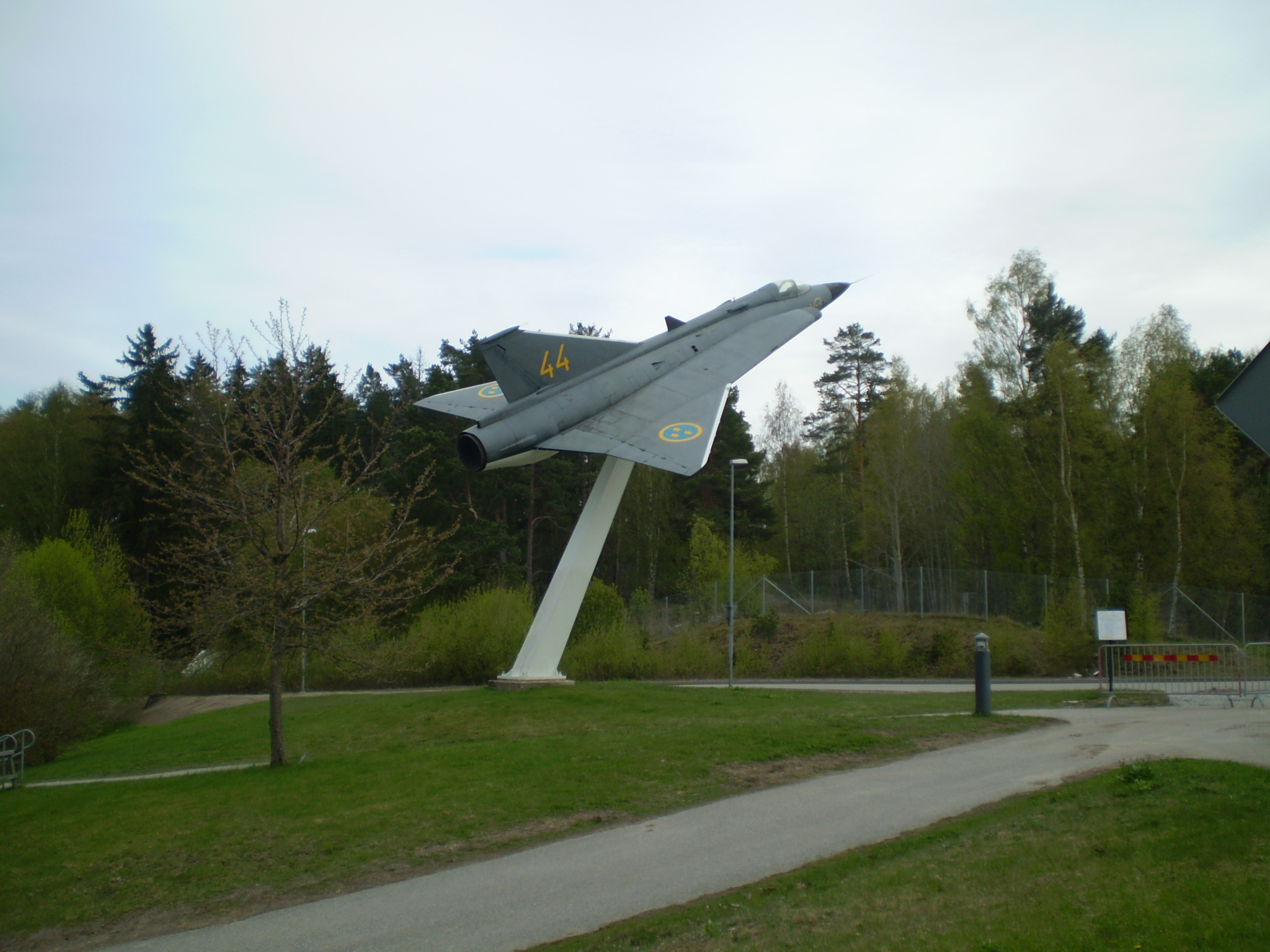
J 35F-2 Draken som gate guard vid före detta F 1.
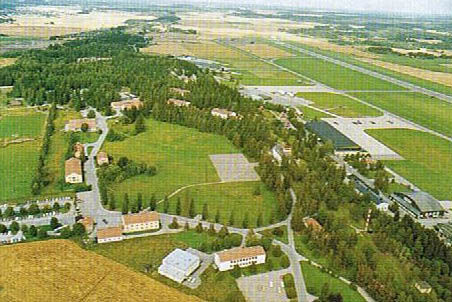
Flottiljen och bansystem sett (1979) mot norr vid före detta F 1.
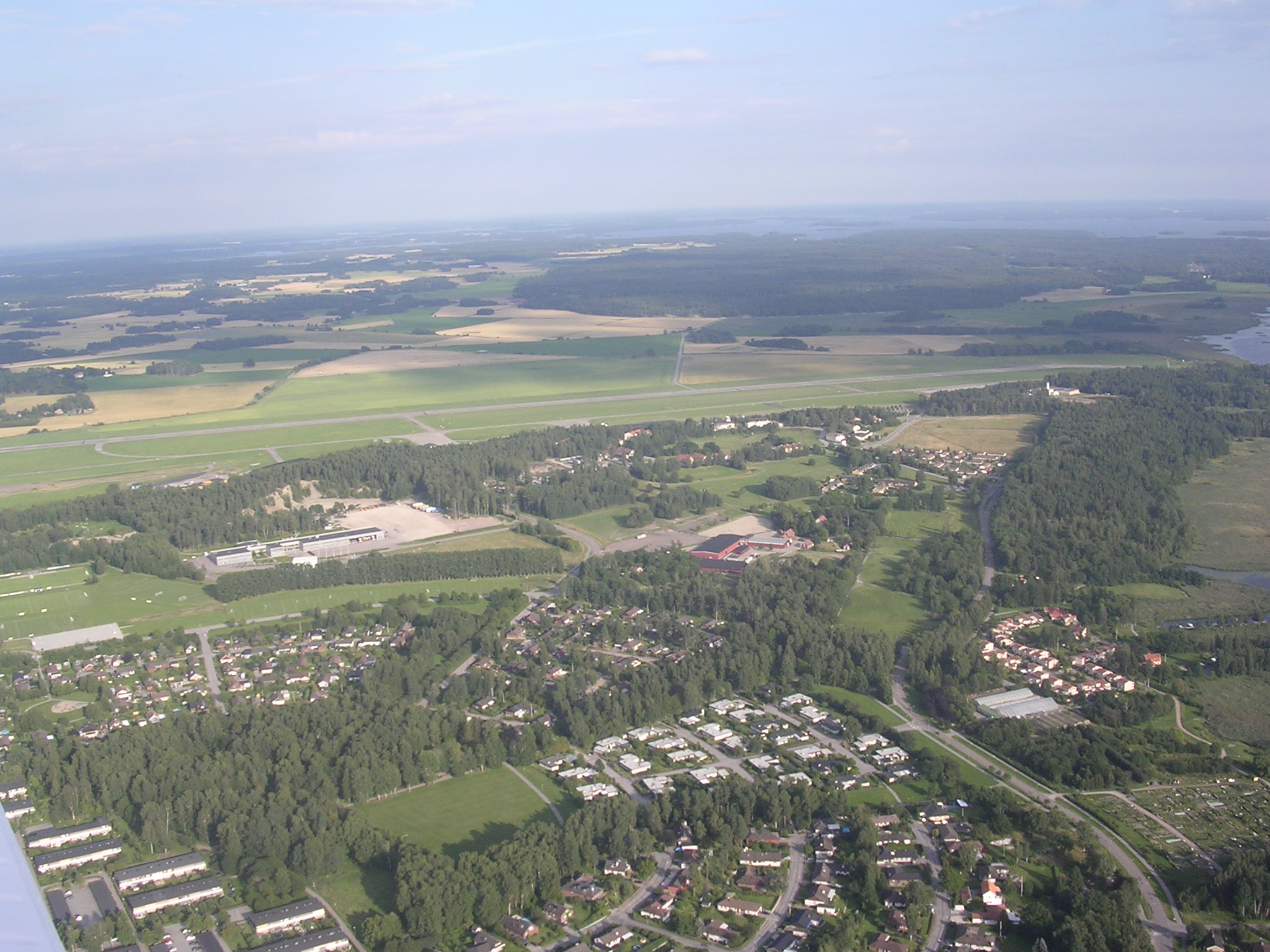
Flottiljen och bansystem sett (2009) mot öster vid före detta F 1.